# Campeonato Panamericano de Taekwondo de 2002
El XII Campeonato Panamericano de Taekwondo se celebró en Quito (Ecuador) en 2002 bajo la organización de la Unión Panamericana de Taekwondo.
En total se disputaron en este deporte dieciséis pruebas diferentes, ocho masculinas y ocho femeninas.

## Resultados

### Masculino
| Evento | Oro                           | Plata                                    | Bronce                                                                    |
| ------ | ----------------------------- | ---------------------------------------- | ------------------------------------------------------------------------- |
| –54 kg | Marcel Ferreira · Brasil      | Geraldhy Altamirano · Ecuador            | Gino Alonso Salcedo · Colombia · Gabriel Mecados · República Dominicana   |
| –58 kg | Kamil Dubinski · Canadá       | Márcio Wenceslau · Brasil                | Gabriel Taraburelli Argentina Tim Thackrey Estados Unidos                 |
| –62 kg | Óscar Salazar Blanco · México | Peter López Santos Estados Unidos        | Osvaldo Santiago · Puerto Rico · Mario Guerra Salinas · Chile             |
| –67 kg | Erick Osornio · México        | Luciano Marques · Brasil                 | Ricardo Álava · Ecuador · Jason Han · Estados Unidos                      |
| –72 kg | José Luis Ramírez · México    | Jean-François Lebreux · Canadá           | Yosvani Pérez · Cuba · Rodrigo Martins · Brasil                           |
| –78 kg | Joshua Coleman Estados Unidos | Danon Garrido · República Dominicana     | Osmany Preval · Cuba · Cristian Peñafiel · Ecuador                        |
| –84 kg | Ángel Matos · Cuba            | Eddy Antonio Luna · República Dominicana | Anthony Graf · Estados Unidos · Vander Valverde · Brasil                  |
| +84 kg | Olivier Pineau · Canadá       | Kristopher Moitland · Costa Rica         | Rowell Pier Jerez · República Dominicana · Antonio González · Puerto Rico |

### Femenino
| Evento | Oro                          | Plata                                | Bronce                                                       |
| ------ | ---------------------------- | ------------------------------------ | ------------------------------------------------------------ |
| –47 kg | Kay Poe Estados Unidos       | Yolanda Castañeda · Guatemala        | Susana Sánchez · Ecuador · Zoraida Santiago · Puerto Rico    |
| –51 kg | Yeny Contreras · Chile       | Euda Carías · Guatemala              | Laura Carvajal · Ecuador · Gladys Mora · Colombia            |
| –55 kg | Taylor Stone Estados Unidos  | Jessica Paulina Morataya · Guatemala | Yania León · Cuba · Dinanyiris Furcal · República Dominicana |
| –59 kg | Diana López Estados Unidos   | Elizabeth Franco · Ecuador           | Renata Pereira · Brasil · Gaël Texier · Canadá               |
| –63 kg | Ineabella Díaz Puerto Rico   | Vanina Sánchez Berón Argentina       | Paola Félix · México · Carmen Mero · Ecuador                 |
| –67 kg | Simona Hradil Estados Unidos | Heidy Juárez · Guatemala             | Lida Hernández · Colombia · Josee Leblanc · Canadá           |
| –72 kg | Yordanka Pereira · Cuba      | Sanaz Shahbazi Estados Unidos        | Karla Torres · México · Joelle Cartright · Haití             |
| +72 kg | Heidi Gilbert Estados Unidos | Sonallis Mayan · Cuba                | María de Jesús Mata · México · Dominique Bosshart · Canadá   |

## Medallero
| Núm. | País                 | Oro | Plata | Bronce | Total |
| ---- | -------------------- | --- | ----- | ------ | ----- |
| 1    | Estados Unidos       | 6   | 2     | 3      | 11    |
| 2    | México               | 3   | 0     | 3      | 6     |
| 3    | Cuba                 | 2   | 1     | 3      | 6     |
| 3    | Canadá               | 2   | 1     | 3      | 6     |
| 5    | Brasil               | 1   | 2     | 3      | 6     |
| 6    | Puerto Rico          | 1   | 0     | 3      | 4     |
| 7    | Chile                | 1   | 0     | 1      | 2     |
| 8    | Guatemala            | 0   | 4     | 0      | 4     |
| 9    | Ecuador              | 0   | 2     | 5      | 7     |
| 10   | República Dominicana | 0   | 2     | 3      | 5     |
| 11   | Argentina            | 0   | 1     | 1      | 2     |
| 12   | Costa Rica           | 0   | 1     | 0      | 1     |
| 13   | Colombia             | 0   | 0     | 3      | 3     |
| 14   | Haití                | 0   | 0     | 1      | 1     |
|      | TOTAL                | 16  | 16    | 32     | 64    |